# Парламентские выборы в ФРГ (1961)
Выборы в Бундестаг 1961 года — 4-е демократические выборы в ФРГ (Западной Германии), состоявшиеся 17 сентября. Победу на выборах одержала коалиция ХДС/ХСС, хотя социал-демократы опередили ХДС по числу набранных голосов. Была сформирована «чёрно-жёлтая коалиция» с привлечением СвДП, и во главе правительства остался Конрад Аденауэр.
Явка составила 87.7%.

## Предвыборная кампания
Наибольшее влияние на избирательную кампанию повлияло строительство Берлинской стены 13 августа 1961 года. Также, начались нападки и обвинения в сторону Федерального Канцлера Конрада Аденауэра, которого начали обвинять в длительном пребывании на своём посту — с момента основания ФРГ в 1949 году. Сам Аденауэр реагировал на берлинский кризис крайне нерешительно, долго ожидая, чтобы осуществить поездку в Берлин, побывав там только 22 августа 1961 года, когда же вице-президента Линдон Б. Джонсон был там 19 августа 1961 года, что привело к краткосрочному падению популярности канцлера.
Социал-демократическая партия Германии же на своём съезде утвердила в качестве кандидата на пост канцлера бургомистра Берлина — Вилли Брандта, что стало первым значимым выбором, направленное на окончательный отказ от исторического материализма, марксизма и социализма, с момента принятия программы Годесберга от 1959 года.

## Результаты выборов
| Партия                                                | Лидер           | Голосов    | %     | Мест | Δ    |
| ----------------------------------------------------- | --------------- | ---------- | ----- | ---- | ---- |
| СДПГ (SPD)                                            | Вилли Брандт    | 11 427 355 | 36,2% | 190  | ▲ 21 |
| ХДС (CDU)                                             | Конрад Аденауэр | 11 283 901 | 35,8% | 192  | ▼ 23 |
| СвДП (FDP)                                            |                 | 4 028 766  | 12,8% | 67   | ▲ 26 |
| ХСС (CSU)                                             |                 | 3 014 471  | 9,6%  | 50   | ▼ 5  |
| Общегерманская партия (GDP)                           |                 | 870 756    | 2,8 % | 0    | ▼ 17 |
| Германский мирный союз (DFU)                          |                 | 609 918    | 1,9 % | 0    |      |
| Немецкая имперская партия (DRP)                       |                 | 262 977    | 0,8 % | 0    |      |
| Немецкое сообщество (DG)                              |                 | 27 308     | 0,1 % | 0    |      |
| Союз южношлезвигских избирателей (SSW)                |                 | 25 449     | 0,1 % | 0    |      |
| Сообщество избирателей за нейтральную Германию (WGnD) |                 | 778        | 0 %   | 0    |      |
| Группы избирателей / Индивидуальные кандидаты         |                 | 2 164      | 0 %   | 0    |      |

На выборах ХДС/ХСС потеряла абсолютное большинство, которое она получила на выборах в Бундестаг 1957 года, в то время как СДПГ добилась значительных успехов, как и СвДП, которая до 2009 года добилась своего наилучшего результата на федеральном уровне под девизом «С ХДС, но без Аденауэра». Германская партия (НП), вошедшая в состав Общегерманской партии, потеряла свои последние места и не прошла в парламент..

## После выборов
Впервые в Бундестаге были представлены всего три фракции. Ранее оппозиционная СвДП вступила в коалицию с ХДС/ХСС. Вопреки предвыборному лозунгу, 7 ноября 1961 года она избрала канцлера Аденауэра федеральным канцлером. В октябре 1963 года Конрад Аденауэр окончательно ушел с поста федерального канцлера, его преемником стал популярный министр экономики Людвиг Эрхард.
СДПГ, с другой стороны, удалось привлечь новые группы избирателей, чему, помимо прочего, послужили новая программа партии и новый кандидат. СДПГ становилась народной партией .